# Heroína (película de 2005)
Heroína es una película española de 2005 dirigida por Gerardo Herrero, acerca de la lucha de una madre por salvar a su hijo de la drogadicción.

## Argumento
La película transcurre a finales de los años 80 en Galicia. Los narcotraficantes campan a sus anchas en Galicia mientras van enganchando a cientos de jóvenes a las drogas.
Fito (Javier Pereira) es uno de ellos. Su madre, Pilar (Adriana Ozores), está desesperada. Al principio roba dinero u objetos para luego venderlos. El problema llega cuando empieza a atracar a personas y bancos.
Para Pilar su hijo, como el de muchos otros toxicómanos, no es un delincuente más, sino un enfermo. Crea una asociación con la ayuda de otras madres, llegando a denunciar por lo judicial a estos narcos. Es por ello por lo que su vida y la de su familia cambia radicalmente al recibir constantemente amenazas. Estas amenazas se materializan cuando uno de los narcotraficantes da el soplo a la policía de que Fito va a atracar un banco, logrando que la policía lo detenga con facilidad. Durante el juicio, al que acude Pilar con varias madres de la asociación, se descubre que las pruebas que tenía la defensa grabadas en casete se han borrado. Las madres deducen que uno de los narcotraficantes ha sobornado a un funcionario y se produce un altercado tremendo tras el cual arrestan a Pilar y a su socia Fina (María Bouzas). Fito es condenado a cinco años de cárcel.
Pilar mantiene una actitud hostil frente a los funcionarios y policías de la cárcel, que le ocasiona momentos tensos. Tras salir de prisión, redobla sus esfuerzos por sacar adelante la Asociación de Ayuda al Toxicómano y concienciar a la gente de los problemas de las drogas mediante manifestaciones, entrevistas con políticos y declaraciones a la prensa. Esta dedicación le causa un atentado a los frenos de su coche, del que logra escapar ilesa, y tiranteces con su marido Germán (Carlos Blanco) (que siente que su lucha le impide dedicar tiempo a su relación) y su socia (que llega a decirle que está usando el dolor de su hijo para medrar en política).
Fito cumple su condena, pero vuelve a realizar un atraco. Pilar y Germán logran destruir las pruebas (abandonan el coche del atraco en un descampado y tiran la matrícula al mar) y su hijo sale de la cárcel para ingresar en un centro de desintoxicación.

## Comentarios
Basado en la vida de Carmen Avendaño que funda la asociación Érguete de apoyo integral en la recuperación de la drogodependencia.
El personaje de Cándido Pazó es Sito, un narcotraficante con muchas influencias que en la vida real representa a Laureano Oubiña.
La banda sonora está compuesta por temas de Siniestro Total y Golpes Bajos. También aparece el tema de Se dejaba llevar de Antonio Vega que habla de los problemas con la droga.

## Crítica
Las críticas de la película fueron bastante negativas. Javier Ocaña escribió en El País: "la falta de profundidad política, la ausencia de gusto por el detalle, algunos problemas de interpretación (y/o de dirección de actores) y el perfil caricaturesco de algunos personajes acaban con las posibilidades de una historia que se antoja apasionante, pero que en la pantalla nunca lo es". Carlos Aguilar en su Guía del cine español calificó el largometraje de "burdo, más bien académico".
La página de crítica "La Butaca" también opinó que: "la puesta en escena no logra superar cierto envaramiento y artificio", aunque por otro lado también dice que acierta "al mantener la mirada materna como ventana desde la que contemplar todos los acontecimientos, y al no dejarse arrastrar por subtramas que hubiesen diluido y quitado fuerza a lo nuclear". En lo que sí coincidieron los críticos fue en alabar la interpretación de Adriana Ozores.

## Premios

### Goya 2005
| Categoría    | Persona        | Resultado |
| ------------ | -------------- | --------- |
| Mejor actriz | Adriana Ozores | Candidata |

### Festival Internacional de Cine de Montreal
| Categoría                | Persona         | Resultado |
| ------------------------ | --------------- | --------- |
| Mejor actriz             | Adriana Ozores  | Ganadora  |
| Grand Prix des Amériques | Gerardo Herrero | Candidato |

### Festival de Cine Español de Málaga
| Categoría                         | Persona                | Resultado |
| --------------------------------- | ---------------------- | --------- |
| Mejor director (Biznaga de plata) | Gerardo Herrero        | Ganador   |
| Biznaga de oro                    | Gerardo Herrero        | Candidato |
| Mejor guion (Biznaga de plata)    | Ángeles González Sinde | Ganadora  |